# تشارلز لغريسي
تشارلز لغريسي (17 يونيو 1929 – 5 سبتمبر 2008) هو مبارز بالسيف مغربي راحل، مثّل بلاده في الألعاب الأولمبية الصيفية 1960.

## روابط خارجية
تشارلز لغريسي على موقع أوليمبيديا (الإنجليزية)